# Грищук Броніслав Антонович
Бронісла́в Анто́нович Грищу́к (нар. 1 квітня 1940, Сергіївка (Волочиський район) — прозаїк, поет, публіцист, драматург, критик, перекладач, заслужений журналіст України, лауреат диплома і премії «Золоте перо» спілки журналістів, член Національної спілки письменників України, лауреат Державної літературної премії імені Олеся Гончара, обласних премій імені М. Годованця та імені Григорія Костюка, міської імені Б. Хмельницького. Автор майже трьох десятків книг прози та поезії, сотень публіцистичних статей, нарисів, краєзнавчих розвідок, творчих портретів письменників України, літературних, театральних та кінорецензій.

## Біографія
Народився 1 квітня 1940 р. в с. Сергіївка Волочиського району Хмельницької області в багатодітній сім'ї. Його матері, Євдокії Онуфріївні, було нелегко виховувати чотирьох дітей: доньок Ніну і Зіну та синів Антона і Броніслава. Батько, Антон Іванович, повернувся з фронту з підірваним здоров'ям.

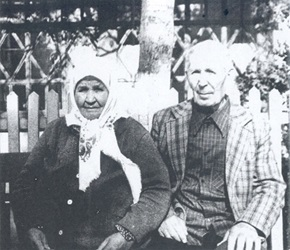
Мама і тато поета Грищука Броніслава Антоновича: Євдокія Онуфріївна та Антон Іванович

Важливу роль у житті Броніслава відіграла бабуся Маріка, відома в селі як баба Маруха. Вона була простою селянкою, яка тяжко працювала. Незважаючи на відсутність хрестоматійних ідилічних рис, її образ залишив незгладимий, світлий та печальний слід у душі письменника. Пізніше, вже в зрілому віці, він присвятив їй повість.
Закінчив факультет журналістики Львівського університету ім. І. Франка..Ось як, із властивим йому гумором, згадує про цей період життя сам письменник: “Після армії подався до Львова в університет вступати. Вступив. Досі не збагну: як це мені вдалося, бо ж у школі аж ніяк не був відмінником. Приїхав після іспиту додому. 
"Мама й питає по-своєму, по-селянському:
  –  На жорналіста вчитися будеш? Що ж воно таке – жорналіст?
  А старший брат мій Антон одразу ж пояснює:  
  –  Та це, мамо, той, що на жорнах меле…
Відтоді кручу я ті жорна день і ніч у журналах, газетах, книжкових видавництвах, на радіо й телебаченні…”.

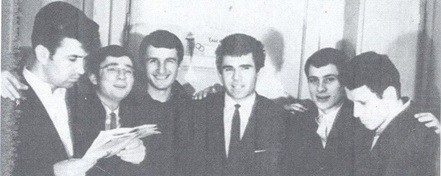
Студенти-журналісти Львівського університету ім. І. Франка. Перший зліва – Броніслав Грищук.

Разом із Броніславом Грищуком навчалися Дмитро Герасимчук, Ярослав Ступак, Георгій Удовиченко, Богдан Стельмах, Василь Василашко, Володимир Яворівський та інші, відомі згодом журналісти та літератори.
Працював редактором видавництва «Каменяр», редактором обласної газети «Подільські вісті», журналістом.
Автор книжок оповідань «Білий птах», повісті та оповідань «Вечірні поїзди», «Колія», «Звуки гармони», «Кинджал милосердя», «Колискова для гладіатора», «Блюз у джазових тонах», романів «Станція сподівань», «Поділля — колиско і доле», «Танець на пуантах», «Зелений борщ для принцеси», поетичної збірки «Античний гондольєр», книжки публіцистики «Ріка пам'яті».
Лауреат літературної премії НСПУ імені Олеся Гончара, обласної премії імені М. Годованця та міської імені Б. Хмельницького.